# 別祖格利夫卡 (茲古里夫卡區)
50°25′11″N 31°45′27″E / 50.41972°N 31.75750°E
貝祖赫利夫卡（烏克蘭語：Безуглівка）是位於烏克蘭北部的村莊，由基辅州布羅瓦里區的茲胡里夫卡市鎮負責管轄。該村始建於1700年，面積1.41平方公里，海拔高度128米，2001年人口307，人口密度每平方公里218.5人。